# Judo ai XII Giochi panafricani
Le competizioni di judo ai XII Giochi panafricani si sono svolte presso lo Complexe Sportif Prince Moulay Abdellah-Palais di Rabat, in Marocco. L'evento è valido per la qualificazione ai Giochi olimpici estivi di Tokyo 2020.

## Podi

### Uomini
| Evento                   | Oro                 | Argento                 | Bronzo                                    |
| fino a 60 kg (dettagli)  | Issam Bassou        | Fraj Dhuibi             | Younes Saddiki Salim Rebahi               |
| fino a 66 kg (dettagli)  | Wail Ezzine         | Abderrahmane Boushita   | Boubekeur Rebahi Mohamed Abdelmawgoud     |
| fino a 73 kg (dettagli)  | Ali Abdelmouati     | Ahmed El Meziati        | Acácio Quifucussa Aden-Alexandre Houssein |
| fino a 81 kg (dettagli)  | Abdelrahman Mohamed | Hamza Kabdani           | Imad Eddine Cherouk Abdalla Osman         |
| fino a 90 kg (dettagli)  | Ali Hazem           | Oussama Mohamed Snoussi | Dieudonne Dolassem Rémi Feuillet          |
| fino a 100 kg (dettagli) | Ramadan Darwish     | Mohammed Lahboub        | Luc Manogho Prince Kosi Samuzu            |
| oltre 100 kg (dettagli)  | Mbagnick Ndiaye     | Mohamed Sofiane Belreka | Faïcel Jaballah Sébastien Perrine         |

### Donne
| Evento                  | Oro                 | Argento            | Bronzo                                  |
| fino a 48 kg (dettagli) | Chaimae Eddinari    | Michaela Whitebooi | Hadjer Meccerrem Aziza Chakir           |
| fino a 52 kg (dettagli) | Faïza Aissahine     | Soumiya Iraoui     | Lamiae Eddinari Meriem Moussa           |
| fino a 57 kg (dettagli) | Ghofran Khrlifi     | Yamina Halata      | Diassonema Mucungui Lamiaa Alzenan      |
| fino a 63 kg (dettagli) | Hélène Wezeu Dombeu | Amina Belkadi      | Sofia Belattar Mariem Bjaoui            |
| fino a 70 kg (dettagli) | Karene Agono        | Nihal Landolsi     | Ayuk Otay Arrey Sophina Demos Memneloum |
| fino a 78 kg (dettagli) | Sarah Myriam Mazouz | Unelle Snyman      | Sarra Mzougui Kaouthar Ouallal          |
| oltre 78 kg (dettagli)  | Nihel Cheikh Rouhou | Hortence Atangana  | Monica Sagna Kariman Shafik             |

## Medagliere
| Pos.   | Paese        | Oro | Argento | Bronzo | Totale |
| ------ | ------------ | --- | ------- | ------ | ------ |
| 1      | Egitto       | 4   | 0       | 4      | 8      |
| 2      | Marocco      | 2   | 5       | 4      | 11     |
| 3      | Algeria      | 2   | 3       | 6      | 11     |
| 4      | Tunisia      | 2   | 3       | 3      | 8      |
| 5      | Gabon        | 2   | 0       | 1      | 3      |
| 6      | Camerun      | 1   | 1       | 2      | 4      |
| 7      | Senegal      | 1   | 0       | 1      | 2      |
| 8      | Sudafrica    | 0   | 2       | 0      | 2      |
| 9      | Angola       | 0   | 0       | 2      | 2      |
| 9      | Mauritius    | 0   | 0       | 2      | 2      |
| 11     | Gibuti       | 0   | 0       | 1      | 1      |
| 11     | RD del Congo | 0   | 0       | 1      | 1      |
| 11     | Ciad         | 0   | 0       | 1      | 1      |
| Totale | Totale       | 14  | 14      | 20     | 48     |